# 산차 (12세기)
산차(Sancha)는 레온의 여왕이다. 알폰소 9세(Alfonso XI)와 테레사(Teresa) 사이에서 태어났다.

## 같이 보기
- 레온의 군주

| 전임 알폰소 9세 | 레온의 국왕 1230년 | 후임 페르난도 3세 |